# .si

斯洛文尼亚国家IPv4地址的数量

.si為斯洛文尼亞國家及地區頂級域（ccTLD）的域名。該域名於1992年 4 月 1 日啟用。該域名由斯洛文尼亚的研究ARNES負責管理。根据迈克菲2010年的研究，.si是世界第十安全的頂級域。

## 外部連結
- IANA .si whois information（页面存档备份，存于）
- ARNES（页面存档备份，存于）。